# Hycleus chevrolati
Hycleus chevrolati es una especie de coleóptero de la familia Meloidae.

## Distribución geográfica
Habita en Kenia y Senegal.